# Geubels en de Hollanders
Geubels en de Hollanders is een humoristisch televisieprogramma dat gepresenteerd wordt door Philippe Geubels. Het programma is een remake van het Britse programma John Bishop's Britain.
Het programma is gemaakt door het Nederlandse productiehuis PnP Media en wordt vanaf oktober 2020 uitgezonden op RTL 4. De reeks werd geadapteerd door productiehuis Pretpraters voor de Vlaamse openbare omroep en is daar te zien vanaf november 2020 op Eén.

## Concept
Philippe Geubels becommentarieert in een stand-upshow de rare gewoontes, eigenaardigheden en vreemde tradities van de Nederlanders, waarbij een en ander wordt geïllustreerd door grappige filmpjes. Daarnaast gaat Philippe ook op stap met Erik Van Looy om de Nederlandse cultuur beter te leren kennen, wat regelmatig hilarisch beeldmateriaal oplevert.
Elke aflevering draait rond een specifiek thema: eten, geld en werk, muziek en mode, vakantie, liefde en huwelijk, opgroeien, hobby's en Hollandse identiteit.

## Afleveringen (Vlaanderen)
| Afl. | Datum            | Thema                | Kijkcijfers (Live) | Herhaling (HH) | Kijkcijfers HH |
| ---- | ---------------- | -------------------- | ------------------ | -------------- | -------------- |
| 1    | 5 november 2020  | Eten                 | 1.393.905          | 1 april 2023   | 503.676        |
| 2    | 12 november 2020 | Geld en werk         | 1.365.005          | 8 april 2023   | 433.659        |
| 3    | 19 november 2020 | Muziek en mode       | 1.199.365          | 15 april 2023  | 407.180        |
| 4    | 26 november 2020 | Vakantie             | 1.196.893          | 22 april 2023  | 448.644        |
| 5    | 3 december 2020  | Liefde en huwelijk   | 1.031.263          | 29 april 2023  | 446.998        |
| 6    | 10 december 2020 | Opgroeien            | 1.021.945          | 20 mei 2023    | 374.872        |
| 7    | 17 december 2020 | Hobby's              | 1.032.656          | 27 mei 2023    | 352.491        |
| 8    | 24 december 2020 | Hollandse identiteit | 760.318            | 3 juni 2023    | 361.964        |
| 9    | 7 januari 2021   | Compilatie           | 762.036            | 10 juni 2023   | 235.690        |